# Mother Love
Mother Love is een lied van de Britse rockgroep Queen en het vierde nummer van het album Made in Heaven. Het is het laatste nummer dat Queen opnam met leadzanger Freddie Mercury, die 6 maanden na de opname overleed aan aids. Hij kon het laatste couplet echter niet meer inzingen, dus dit heeft Brian May later gedaan. Men dacht dat het nummer In My Defence uit Mercury's solocarrière het laatste was wat hij ooit opnam, maar later bleek dat dus dit nummer te zijn.
Aan het eind van het lied is de opening van het Wembley-concert in 1986 te horen met het nummer One Vision, het meezingen van het publiek op hetzelfde concert en een paar seconden waarin delen uit alle nummers die Queen ooit heeft opgenomen versneld achter elkaar zijn te horen. Ook is een deel van "Goin' Back" van Larry Lurex (Mercury) te horen en een huilende baby.
Dit is een van de weinige nummers van Queen waarin May op een andere gitaar speelt dan zijn Red Special.